# 드래곤볼 GT
드래곤볼 GT(ドラゴンボールGT)는 드래곤볼 Z의 후속편으로 애니메이션으로만 제작되었다. 64편의 에피소드가 있으며 대한민국에선 비디오로 총 30편으로 출시되었다. 투니버스는 일본 방영 연도로부터 13년 만에 2010년 1월 1일부터 방영이 시작되었다. 스페셜 100년 후에가 제작되기도 했다.

## 성우진
일어&한국어 더빙판
- 손오공 : 노자와 마사코, 박영남/김환진
- 트랭크스 : 쿠사오 타케시, 최원형
- 팡 : 미나구치 유코, 김현지
- 치치 : 쇼 마유미, 윤여진
- 부르마 : 츠루 히로미, 지미애
- 손오반 : 노자와 마사코, 김장
- 비델 : 미나구치 유코, 이용신
- 손오천 : 노자와 마사코, 박성태
- 베이비 : 누마타 유스케, 김광국
- 베지타 : 호리카와 료, 김민석
- 미스터 사탄 : 고오리 다이스케, 시영준
- 미스터 부우 : 시오야 코조, 신용우
- 동의 계왕신 : 오오타 신이치로, 최승훈